# Coleophora spargospinella
Coleophora spargospinella é uma espécie de mariposa do gênero Coleophora pertencente à família Coleophoridae.